# Конституционная реформа в Люксембурге (1856)
Конституционная реформа 1856 года — внесение коренных изменений в конституцию великого герцогства Люксембург, произведённое великим герцогом Виллемом III 27 ноября 1856 года. В ходе реформы были значительно расширены полномочия герцога, одновременно являвшегося королём Нидерландов. Реализация предоставления политических прав и свобод, введённых в конституцию поправками от 20 марта 1848 года, произведена так и не была в связи с принятием через год после завершения Люксембургского кризиса (1866—1867) новой конституции. Однако ряд нововведений, в том числе образование Государственного совета ВГЛ, действует и поныне. Противники герцога называли эту реформу революцией сверху.
Предполагалось, что к образованию нового правительства придётся привлечь не только великого герцога, но и палату депутатов, в 1848 году, не заручившись поддержкой которой, правительство де ла Фонтена попала под опалу герцога; в 1853 году той же участи удостоилось правительство Вильмара, несмотря на полную поддержку со стороны палаты депутатов, выраженную в ходе голосования. Установилось соперничество великого герцога с одной стороны и парламента с другой стороны.
В коронной речи, произнесённой 7 октября 1856 года, губернатор Люксембурга Генрих Оранско-Нассауский впервые указал на введение поправок в ряд статей конституции, «с целью приведения её в соответствие с основными законами германских государств и вольных городов Германского союза». Преступив существовавшее законодательство, представленные в палате депутатов либералы заявили, что в ходе недавно окончившейся «весны народов» любые поправки предусматривали собой обеспечение ряда свобод гражданам европейских государств, и провозгласили независимость ВГЛ от Нидерландов. Законопроект либералов был принят тридцать одним голосом против пятнадцати.
28 октября палата депутатов в ходе голосования приняла решение о переносе заседания на 19 ноября. Однако окончательно лишившись доверия правительства в тот день, вновь запросила перенос заседания, так и оставшийся неудовлетворённым со стороны короля. Покидая палату, либералы высказались против её посещения на следующий день, однако король объявил о её роспуске, после чего правительство представило ему проект новой конституции, предварительно осудив позицию либералов. 27 ноября утверждением короля она была введена в действие и 30 ноября опубликована в официальном органе правительства газете «Мемориал». 29 января 1857 года её санкционировал Германский союз.
В число нововведений входили:
- Образование Государственного совета Великого герцогства Люксембург, организованного по образцу Франции, председателем которого был назначен великий герцог. Действует до сих пор.
- Введение жёсткой цензуры, отменённой в 1868 году[4].
- Введение пункта, провозглашавшего «единственным источником власти короля Нидерландов и великого герцога Люксембургского», прекратившего действовать в ходе поправки, внесённой 15 мая 1919 года.
- Увеличение размера подушного оклада, отменённого в 1919 года в связи с введением всеобщего избирательного права.
- Реформа избирательной системы, в ходе которой избрание депутатов осуществлялось в соответствии с имущественным цензом: представительство округов осуществлялось политиками, налог с которых составлял 125 франков и выше; представительство кантонов — 10—125 франков. Таким образом, подобно принятой в 1850 году Конституции Пруссии[нем.], богатые получили преимущество в палате депутатов, что не соответствовало прямым интересам народа, ликвидированное в ходе разработки конституции 1868 года.